# 楊永
楊永，福建福州府闽县人，明朝政治人物、進士出身。

## 生平
宣德元年（1426年）丙午科福建鄉試舉人。宣德二年（1427年），聯登丁未科進士，授监察御史。